# Sternbergia vernalis
Sternbergia vernalis är en amaryllisväxtart som först beskrevs av Philip Miller, och fick sitt nu gällande namn av Gorer och J.H.Harvey. Sternbergia vernalis ingår i släktet Sternbergia och familjen amaryllisväxter. Inga underarter finns listade i Catalogue of Life.